# Back Home in Derry
Back Home in Derry ist ein von Bobby Sands während seiner Inhaftierung im britischen Gefängnis Maze geschriebenes Widerstandslied.
Das Lied wurde von zahlreichen Künstlern übernommen, die bekannteste Version ist die von Christy Moore auf seinem 1984 erschienenen Album Ride On. Moore verwendet hier eine Melodie, die von Gordon Lightfoots The Wreck of the Edmund Fitzgerald aus dem Jahr 1976 inspiriert wurde, wobei Moores Version gegenüber dem Original gekürzt ist.

## Inhalt
Das Lied erzählt die Reise irischer Rebellen, die nach dem Aufstand von 1803 ins Exil nach Australien verbannt wurden. Der Sänger beschreibt die Gefühle der Männer, als sie Irland verlassen und in die Fremde segeln. Im Refrain wird die Sehnsucht nach Derry besungen. Da sich der Aufstand von 1803 auf die Gegend um Dublin konzentrierte, steht Derry hier als Symbol für die irische Heimat. Der Liedtext beschreibt immer wieder die grausame Behandlung durch die Engländer und erwähnt die Exekution von Robert Emmet. Schließlich wird Van-Diemens-Land erreicht, in dem Gewalt und das Gesetz des Stärkeren herrschen. In der letzten Strophe bekennt der Erzähler, dass er trotz zwanzigjähriger Verbannung ein irischer Patriot geblieben ist.

## Liedtext (Übersetzung)
1803 stachen wir in See

verließen unsere geliebte Stadt Derry

verbannt nach Australien, sofern wir nicht alle ersaufen

trugen wir die Wunden unserer Ketten

In rostigen Eisenketten schrieen wir nach unseren Kindern

ließen unsere treuen Frauen in Trauer zurück

als die Hauptsegel gesetzt wurden, verdammten wir

die Engländer und unsere Gedanken an eine Zukunft

An der Mündung des Foyle verabschiedeten wir uns vom irischen Boden

als wir Unter Deck lagen

schrie O’Doherty, aus einem Alptraum erwachend

in dem der tapfere Robert starb

Die Sonne brannte grausam auf uns herab, als wir den Brei austeilten

Dan O’Connor lag mit Fieber darnieder

heute noch sechzig Rebellen, verbannt nach Botany Bay

wie viele werden ihr Ziel erreichen?

Oh, oh ich wünschte ich wäre wieder daheim in Derry

oh, oh ich wünschte ich wäre wieder daheim in Derry

Ich wünschte ihnen, dass sie in die Hölle kämen, als unser Bug mit den Wellen kämpfte

unser Schiff tanzte wie eine Motte ums Licht

auf wilden Pferden kam der Teufel angeritten

nahm Seelen mit ins Zwielicht des Hades

Nach fünf Wochen auf See sind wir jetzt dreiundvierzig.

bestatteten jeden Morgen unsere Kameraden

wir sind auf ewig verloren in unserem eigenen Unrat

endlose Nächte ohne Dämmerung

Oh, oh ich wünschte ich wäre wieder daheim in Derry

oh, oh ich wünschte ich wäre wieder daheim in Derry

Van Diemens Land ist die Hölle für einen Mann

der sein Leben als Sklave beendet

wo das Klima rauh und die Waffe das Gesetz ist

Wind und Regen rauben einem den Mut

Zwanzig Jahre sind vergangen, meine Verbannung beendet

die Geister der Kameraden stehen hinter mir

als Rebell kam ich und ich bin immer noch der Gleiche

in einer kalten Winternacht wirst du mich finden

Oh, oh ich wünschte ich wäre wieder daheim in Derry

oh, oh ich wünschte ich wäre wieder daheim in Derry